# 26
26. је била проста година.

## Догађаји
- Тиберије је напустио Рим и настанио се у Кампанији. Луције Елије Сејан постаје де фацто владар Рима.
- Понтије Пилат је постављен за прокуратора Јудеје (до 36. године нове ере).
- Клаудија Пулхра, удовица Публија Квинтилија Вара, погубљена је због клевете Гнеја Домиција Афре.

### Непознат датум
- Понтије Пилат постаје префект Јудеје.